# Rue des Camélias
Pour l’article homonyme, voir Rue des Camélias (Paris).
 (novembre 2023).
Rue des Camélias (titre original : El Carrer de les Camèlies) est un roman de Mercè Rodoreda, femme de lettres catalane, publié en 1966, et traduit en français en 1986.

## L'histoire
Une enfant trouvée sur les marches d'une maison de Barcelone est gardée par Jaume et Magdalena, les habitants du lieu. Comme elle portait autour du cou un carton avec l'inscription Cecilia Cé, c'est sous ce nom qu'elle sera enregistrée à l'état civil. Elle passera sa vie dans l'espoir de retrouver ses parents biologiques.
La vie de Cecilia est une succession de dépendances à des hommes qui l'entretiennent et lui mènent la vie dure. Elle passera par la prostitution, habitera dans un bidonville, restera enfermée dans une maison, jusqu'à ce qu'elle rencontre un homme qui sera bon avec elle.

## Les thèmes du roman
- La recherche d'identité
- La vie des femmes dans l'Espagne de la première moitié du XXe siècle